# Β-фергусоніт
β-фергусоніт — мінерал, природна моноклінна модифікація фергусоніту.

## Опис
Хімічна формула «Fleischer's Glossary» (2004):
- фергусоніт-beta-Nd — (Nd, Ce) NbO4;
- фергусоніт-beta-Y — YNbO4.

Містить, в основному, Y та Nb (близько 2,5 %), Fe (близько 1 %), Ta і Th, а також Zr, Ca, Ti і Pb. Утворює дрібні довгопризматичні кристали. Густина 5,65. Колір світло-жовтий.

## Поширення
Акцесорний мінерал лейкократових ґранітів Середньої Азії, де зустрічається разом з цирконом, цирколітом, ураноторитом і гадолінітом.